# Baticle (scultore)
Baticle di Magnesia (in greco antico: Βαϑυκλῆς?, Bathyclès; Magnesia al Meandro, VI secolo a.C. – ...) è stato uno scultore e architetto greco antico.
Di origine ionica fu attivo a Sparta e autore del colossale trono offerto in onore di Apollo su una terrazza dell'Amyklaion, un santuario extraurbano che si trovava sulla collina di Amicle.

## Opera
Il trono di Apollo viene datato su base stilistica alla seconda metà del VI secolo a.C.; esso doveva accogliere e proteggere la statua di culto del dio (xoanon). Del monumento siamo a conoscenza grazie alla descrizione minuziosa fornita da Pausania  e alla  rappresentazione della statua di Apollo su monete spartane di epoca imperiale.
Si è tentato di effettuare una ricostruzione del monumento attraverso i frammenti rinvenuti (elementi architettonici in stile dorico e ionico, capitelli, colonne, fregi e cornici), conservati al museo locale, ma i risultati non sono unanimemente condivisi dagli studiosi; essa prevede rilievi narrativi a decorazione delle pareti interne e esterne dell'edificio.